# Monaster św. Jana Rylskiego w Petersburgu
Monaster św. Jana Rylskiego – stauropigialny żeński klasztor prawosławny w Petersburgu, w jurysdykcji Rosyjskiego Kościoła Prawosławnego. Położony na brzegu Karpowki, na Wyspie Aptekarskiej.

## Historia
Inicjatorem budowy monasteru był Jan Kronsztadzki. Projekt kompleksu zabudowań monasterskich opracował architekt eparchialny N. Nikonow, obiekty wzniesiono w stylu neobizantyjskim typowym dla rosyjskiej architektury sakralnej epoki. Projekt został osobiście zatwierdzony przez cara Mikołaja II, zaś fundatorem działki budowlanej, na której powstał monaster, był kupiec Simieon Ramienski. Pierwotnie Jan Kronsztadzki zakładał, że wspólnota będzie placówką filialną utworzonego już wcześniej z jego inicjatywy monasteru św. Jana Teologa w Surze, jednak rozmiary inwestycji okazały się na tyle znaczne, iż sam pomysłodawca utworzenia klasztoru uznał, iż powinien on być całkowicie niezależną wspólnotą. Patronem monasteru został św. Jan Rilski – święty patron Jana Kronsztadzkiego. Wspólnota rozpoczęła działalność w 1901, gdy ku czci Jana Rylskiego poświęcona została pierwsza cerkiew, czego dokonał sam inicjator utworzenia klasztoru. 
W roku następnym do użytku oddany został pięciokopułowy główny klasztorny sobór Dwunastu Apostołów z bocznymi ołtarzami Kazańskiej Ikony Matki Bożej oraz Świętych Andrzeja z Krety i Marii Egipcjanki (poświęcony w 1903). Budowa finansowana była z ofiar wiernych. W styczniu 1903 Świątobliwy Synod Rządzący zaliczył klasztor w poczet monasterów I klasy, którym przysługiwały najwyższe dotacje państwowe i które miały możliwość utrzymywania największych liczebnie wspólnot mniszych. Pierwsze mniszki pochodziły z monasteru św. Jana Chrzciciela w Leuszynie, którym kierowała ihumenia Taisa, uczennica duchowa Jana Kronsztadzkiego. Natomiast pierwszą przełożoną monasteru została ihumenia Angelina (Siergiejewa). W monasterze żyło ponad 350 mniszek i posłusznic, które zajmowały się szyciem szat liturgicznych, prowadzeniem szpitala, pieczeniem prosfor, prowadzeniem ogrodu i sadu.
W 1908 Jan Kronsztadzki zmarł i został pochowany w dolnej cerkwi monasterskiej.
Klasztor został zamknięty w 1923, w jego zabudowaniach rozmieszczono technikum melioracyjne. W 1926 zamurowane zostało dojście do grobu Jana Kronsztadzkiego. Część sióstr na czele z przełożoną ihumenią Angeliną po zamknięciu monasteru kontynuowała życie wspólnotowe, zamieszkując wspólnie w mieszkaniu w kamienicy przy ulicy Połozowa 22, na Wyspie Piotrogrodzkiej.
Rosyjski Kościół Prawosławny odzyskał obiekty monasterskie w 1989. W tym samym roku poświęcono ponownie dolną cerkiew św. Jana Rylskiego, dwa lata później – sobór Dwunastu Apostołów. Na terenie monasteru mieści się także kaplica Opieki Matki Bożej. W 1990 w monasterze odbyły się uroczystości kanonizacji Jana Kronsztadzkiego. W latach 2016–2017 przeprowadzono remont cerkwi, w której pochowano świętego kapłana i w 2017 r. została ona powtórnie poświęcona, otrzymując wezwanie św. Eliasza i św. Teodory (patronów rodziców Jana Kronsztadzkiego).